# 68 (број)
68 је природан број који се јавља после броја 67, а претходи броју 69.

## У математици
68 је:
- Перинов број.[1]
- највећи број који је збир два проста броја на два различита начина: 68 = 7 + 61 = 31 + 37.[2]